# Hausbrauerei

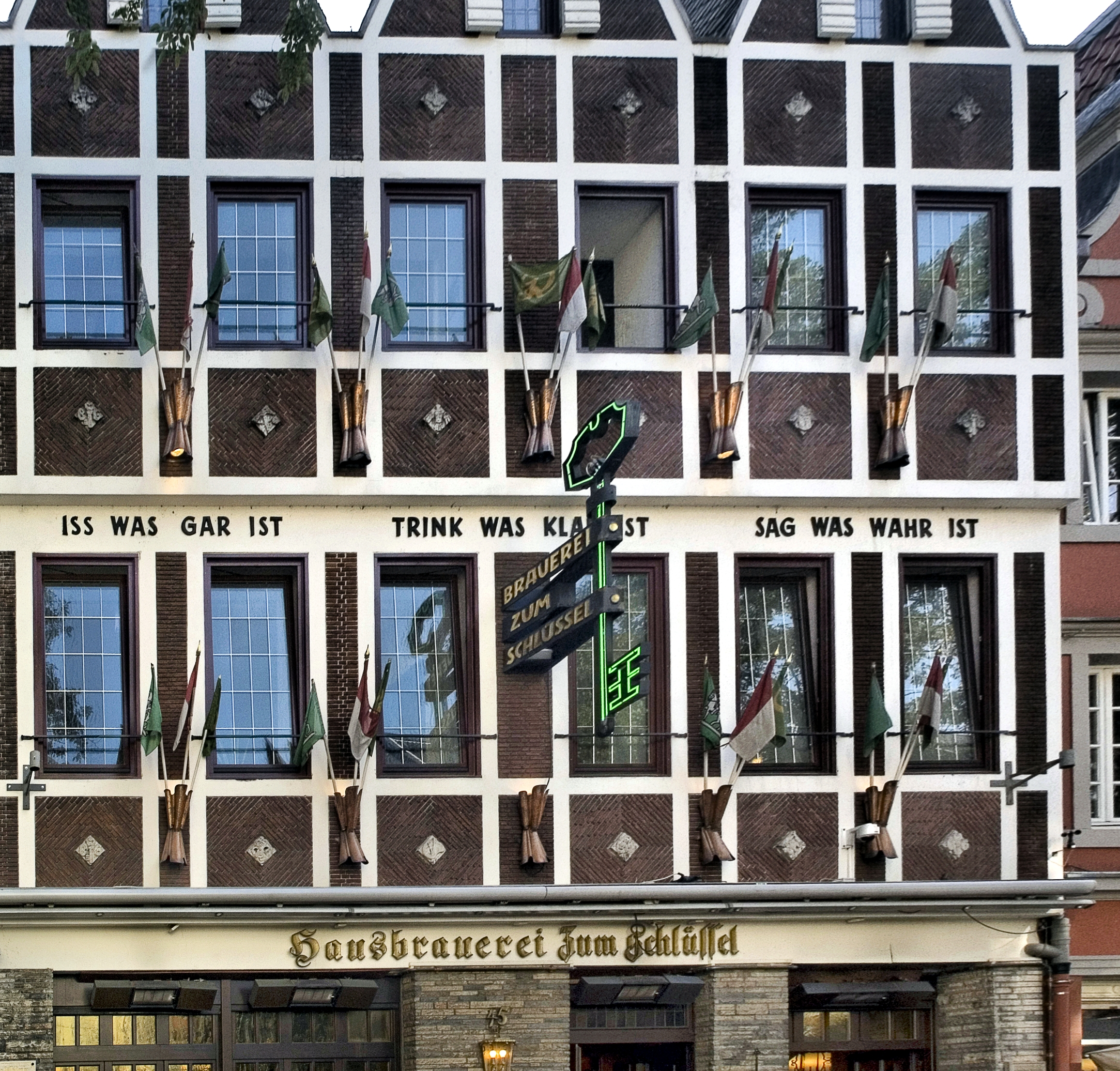
Mikrobrauerei mit angeschlossenem Gastronomiebetrieb: Die Hausbrauerei Zum Schlüssel in Düsseldorf

Eine Hausbrauerei (auch Gasthausbrauerei) ist eine Mikrobrauerei, in der das hergestellte Bier vorwiegend oder ausschließlich in einer der Brauerei angeschlossenen Gaststätte („Gasthaus“) ausgeschenkt wird. Im Gegensatz zur Großbrauerei findet keine industrielle Produktion statt.
Insbesondere von alteingesessenen Hausbrauereien erfolgt teils auch eine, meist auf den Standort und die umgebende Region beschränkte Auslieferung. Beispiele dafür sind die Baseler Brauerei Fischerstube, die Brauerei im Füchschen, die Hausbrauerei Zum Schlüssel und die Uerige Obergärige Hausbrauerei in Düsseldorf, die Brauerei Päffgen in Köln und die Brauerei Gleumes in Krefeld.
Die Kombination einer Brauerei mit einem gastronomischen Betrieb wird sowohl bei Mikrobrauereien als auch bei Großbrauereien oft als Brauhaus bezeichnet, wobei ehemals an Großbrauereien angeschlossene Traditionsgaststätten diese Bezeichnung meist auch dann fortführen, wenn deren Brauerei seit Langem ausgelagert wurde oder gar nicht mehr existiert. Die ebenfalls anzutreffende Bezeichnung Gasthausbrauerei bezieht sich hingegen vor allem auf (Mikro-)Brauereien mit einem angeschlossenen Gastronomiebetrieb.